# Pegomya winthemi
Pegomya winthemi es una especie de díptero del género Pegomya, tribu Pegomyini, familia Anthomyiidae. Fue descrita científicamente por Meigen en 1826.
Se distribuye por la región holártica. Las larvas habitan comúnmente en hongos del género Boletus y Leccinum.